# Marion Grillparzer
Marion Charlotte Grillparzer (* 7. Juni 1961 in Starnberg) ist eine deutsche Ökotrophologin, Journalistin und Autorin im Bereich Gesundheit und Ernährung. Bekannt wurde sie mit der Glyx-Diät, 1999 erfand sie den Begriff Glyx.

## Leben
Nach ihrem Studium der Ökotrophologie an der Technischen Universität München in Weihenstephan absolvierte Grillparzer eine journalistische Ausbildung an der Henri-Nannen-Schule in Hamburg. Ihr Volontariat machte sie bei der Zeitschrift „Prima“. Im Jahr 1990 wechselte sie zum Burda-Verlag und arbeitete dort als Redakteurin mit Schwerpunktthemen Ernährung und Gesundheit für „Meine Familie und ich“. Seit 1993 schreibt sie als freie Autorin für die Magazine „Das Haus“, „Ambiente“, „Vif“, „Stern“, „Elle“, „Freundin“, „Donna“ und die „Bunte“.
Seit 1999 schreibt sie Ratgeber für Gräfe und Unzer, Südwest und Heyne Verlag. Ihr erster Ratgeber war „Fatburner: So einfach schmilzt das Fett weg“. Im Jahr 2005 kamen drei ihrer Bücher auf die Focus-Bestsellerliste: „GLYX-Diät“, „GLYX-Diät – Das Kochbuch“ und „Salto Vitale“.  Es folgten die Ratgeber „Körperwissen“ (2007), „Die Diät-Nanny – glücklich, satt und 30 Kilo leichter“ (2009). Insgesamt hat sie 60 Bücher veröffentlicht. Seit 2013 ist sie außerdem Herausgeberin der myBook-Reihe im Südwest Verlag („I feel good“, „Vegan doch mal!“, „Lauf los!“).
Grillparzer lebt mit ihrem Mann Wolf in München und im Chiemgau.

## Bibliographie
- Fatburner: So einfach schmilzt das Fett weg. Graefe und Unzer, 1999, ISBN 3-8338-1994-4.
- Die magische Kohlsuppe. Graefe und Unzer, 2000, ISBN 3-7742-4950-4.
- Die GLYX-Diät. Graefe und Unzer, 2003, ISBN 3-8338-1504-3.
- Mini-Trampolin. Graefe und Unzer, 2004, ISBN 3-7742-6244-6.
- Glyx-Kochbuch. Graefe und Unzer, 2004, ISBN 3-7742-8826-7.
- Glyx-Kompass. Graefe und Unzer, 2004, ISBN 3-8338-1442-X.
- Salto Vitale. Graefe und Unzer, 2004, ISBN 3-7742-6476-7.
- Low Carb. Graefe und Unzer, 2005, ISBN 3-7742-6865-7.
- Körper-Wissen. Graefe und Unzer, 2006, ISBN 3-8338-0221-9.
- Unser Rückenbuch. Graefe und Unzer, 2007, ISBN 978-3-8338-0743-5.
- Joker! (mit CD: Gesangsworkshop mit Tenor Gregor Prächt). Graefe und Unzer, 2007, ISBN 978-3-8338-0035-1.
- Oh, Fido! Graefe und Unzer, 2007, ISBN 978-3-8338-0794-7.
- Ist dieses Buch ansteckend? (Co-Autorin Cordula Stratmann) Graefe und Unzer, 2008, ISBN 978-3-8338-1096-1.
- Die Diät-Nanny. Graefe und Unzer, 2009, ISBN 978-3-8338-0745-9.
- Hey Heißhunger, ab jetzt bin ich der Boss! Graefe und Unzer, 2011, ISBN 978-3-8338-2057-1.
- Fit & schlank mit dem Mini-Trampolin. Südwest Verlag, 2013, ISBN 978-3-517-08930-0.
- Simple Detox. Graefe und Unzer Verlag, 2013, ISBN 978-3-8338-3663-3.
- Die All You Can Eat Diät. Graefe und Unzer Verlag, 2013, ISBN 978-3-8338-2911-6.
- myBook: Das Mutbuch Südwest Verlag, 2013, ISBN 978-3-517-08883-9
- myBook: 3 echte Kilo weg. Südwest Verlag, 2013, ISBN 978-3-517-08840-2.
- myBook: I feel good. Südwest Verlag, 2013, ISBN 978-3-517-08879-2.
- myBook: Vegan doch mal. Südwest Verlag, 2014, ISBN 978-3-517-09274-4.
- myBook: Power für die Seele Südwest Verlag, 2014, ISBN 978-3-517-08961-4
- Magische Suppen: 33 Suppen, die guttun und kleine Wunder vollbringen. Graefe und Unzer Verlag, 2014, ISBN 978-3-8338-3783-8.
- Fatburner: So einfach schmilzt das Fett weg. Graefe und Unzer Verlag, 2015, ISBN 978-3-8338-3850-7.
- Die Erfolgsdiät simple glyx. Graefe und Unzer Verlag, 2015, ISBN 978-3-8338-4413-3.
- simple glyx – das Kochbuch. Graefe und Unzer Verlag, 2015, ISBN 978-3-8338-4429-4.
- GLYX-Kompass. Graefe und Unzer Verlag, 2015, ISBN 978-3-8338-4318-1.
- Wie du mit dem Rauchen aufhörst, Südwest Verlag, 2015, ISBN 978-3-517-09418-2.
- Die Suppe heilt, Graefe und Unzer Verlag, 2016, ISBN 978-3-8338-5629-7.
- Fatburner-Smoothies, Graefe und Unzer Verlag, 2016, ISBN 978-3-8338-5180-3.
- Smart Aging (Co-Autorin Christina Engel) Christian Verlag, 2017, ISBN 978-3-86244-973-6.
- Cleverer als No Carb. Die Carb-100-Formel, Heyne Verlag, 2017, ISBN 978-3-45360-415-5.
- Prinzip Pure: Die Formel für ein gesundes, schlankes und langes Leben, ZS Verlag GmbH, 2018, ISBN 978-3-89883-702-6.
- Glyx-Mix: Einfach abnehmen mit Rezepten aus dem Thermomix, ZS Verlag GmbH, 2018, ISBN 978-3-89883-752-1